# Sun Art Retail Group

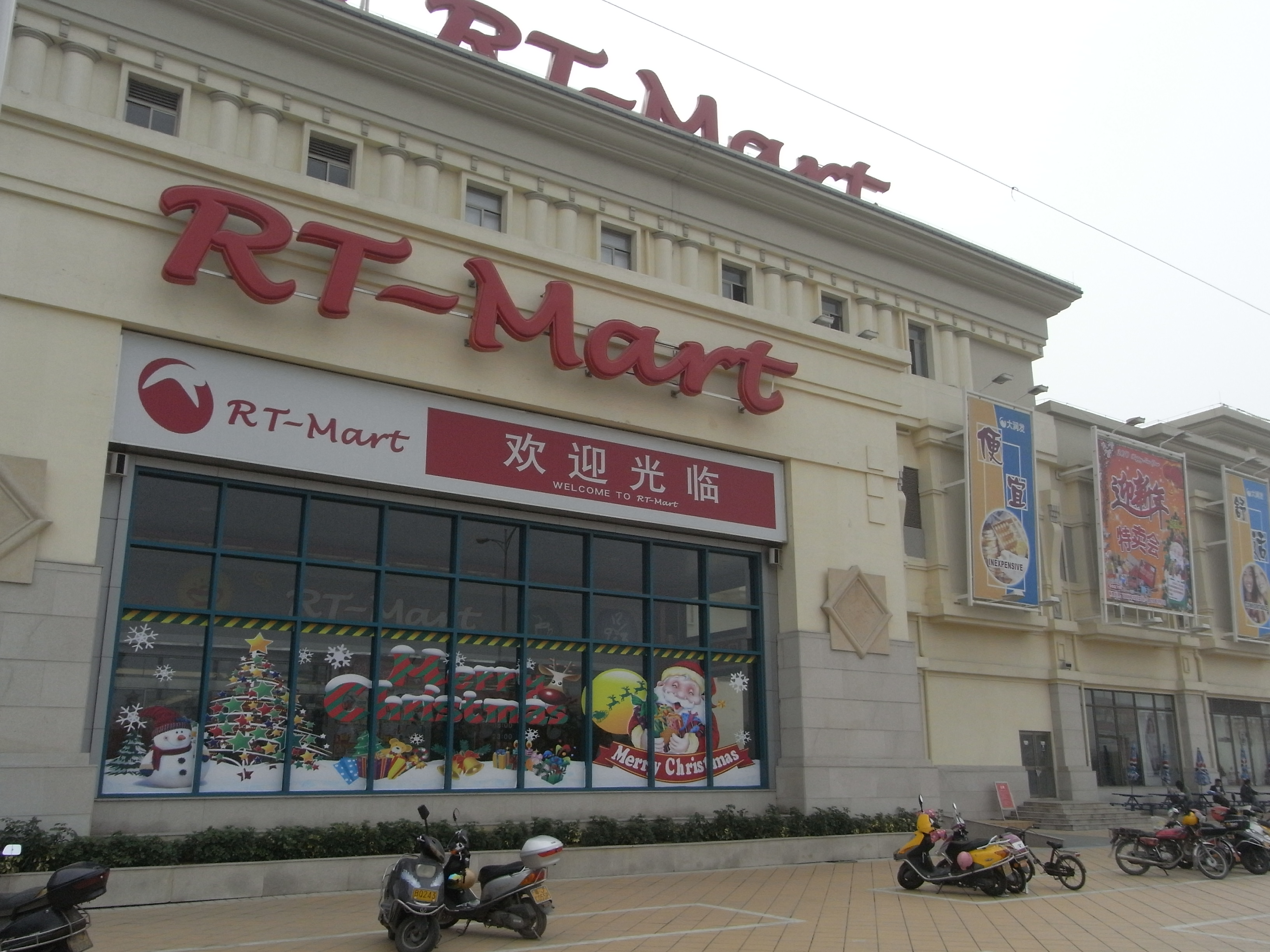
RT-Mart в городе Цзянмынь

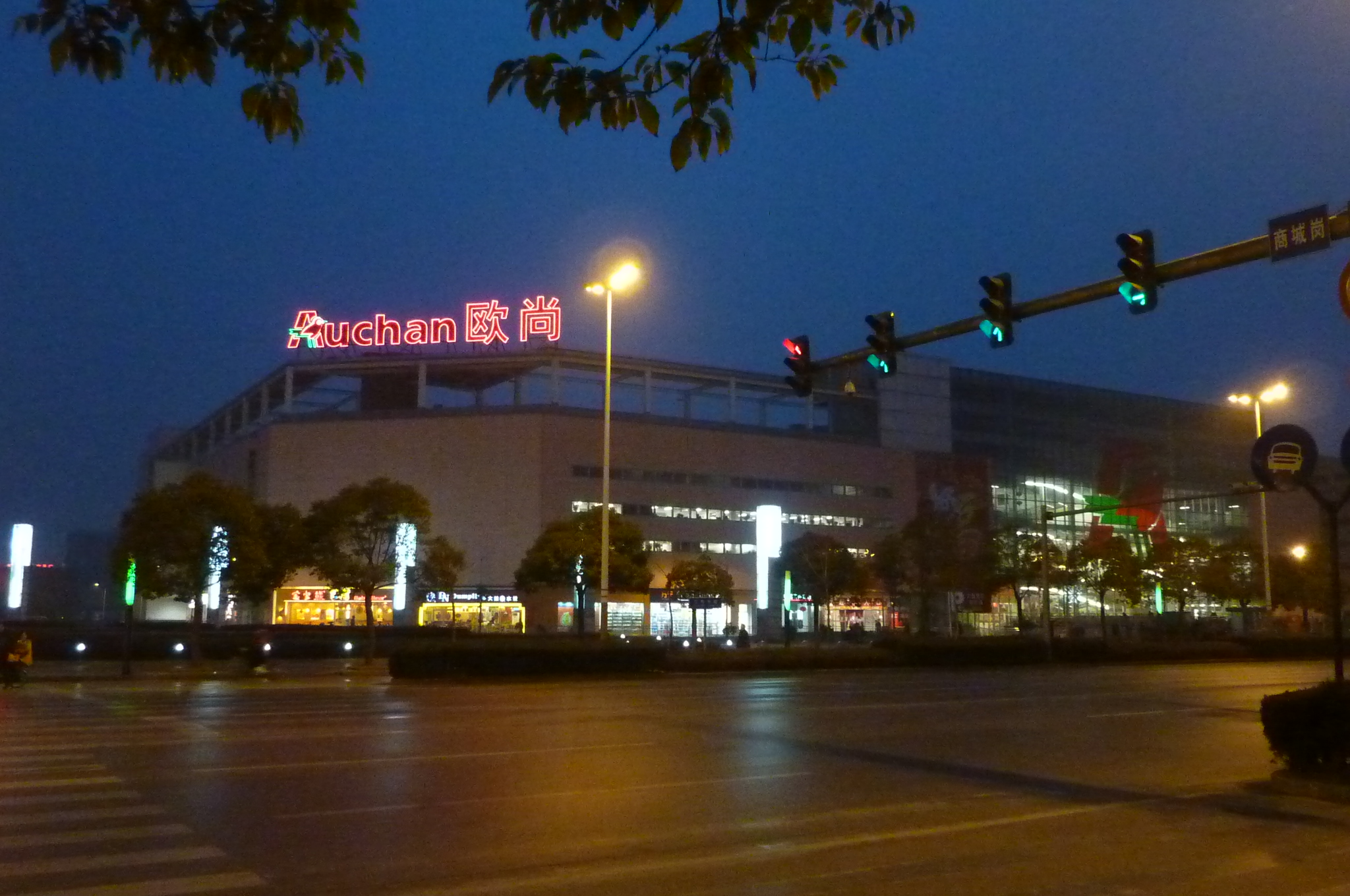
Auchan в городе Янчжоу

Sun Art Retail Group — крупная торговая компания, базирующаяся в Гонконге (штаб-квартира расположена в небоскрёбе Хоупвелл-сентр). Основана как совместное предприятие тайваньской корпорации Ruentex Group и французской группы Auchan (позже крупным акционером стала Alibaba Group). Управляет одной из крупнейших сетей гипермаркетов в Китае (под брендами Auchan и RT-Mart). По состоянию на 2014 год рыночная стоимость Sun Art Retail Group составляла свыше 11,9 млрд долл., продажи — свыше 14 млрд долл., в компании работало более 130 тыс. человек.

## История
В 1998 году открылся первый гипермаркет RT-Mart в Шанхае, в 1999 году открылся первый гипермаркет Auchan в Шанхае, в 2000 году компании создали совместное предприятие Sun Art Retail Group для развития сети гипермаркетов в Китае (50-й гипермаркет открылся в 2004 году, а 100-й — в 2007 году). В 2010 году в Китае действовало 184 гипермаркета Sun Art Retail Group, в том числе 143 под брендом RT-Mart и 41 под брендом Auchan. В 2011 году компания провела реорганизацию и вышла на Гонконгскую фондовую биржу. В конце 2012 года в Китае насчитывалось 273 гипермаркета Sun Art Retail Group, летом 2013 года — 284.

## Деятельность
Торговая сеть Sun Art Retail Group (свыше 300 гипермаркетов) охватывает города Шанхай, Пекин, Нанкин, Сучжоу, Янчжоу, Ханчжоу, Нинбо, Хэфэй, Дунгуань, Цзянмынь, Ухань, Чандэ, Шэньян, Муданьцзян, Сиань и Ланьчжоу. Среди основных конкурентов Sun Art Retail Group на китайском рынке — американская Wal-Mart Stores, французская Carrefour, британская Tesco и немецкая Metro AG.

## Акционеры
Основными акционерами Sun Art Retail Group являются Groupe Auchan (36 %), Alibaba Group (36 %) и Ruentex Group (4,6 %).